# La rivincita dei nerds III
La rivincita dei nerds III (Revenge of the Nerds III: The Next Generation) è una commedia del 1992 diretta da Roland Mesa sequel di La rivincita dei nerds II del 1987.

## Trama
Lewis, sposato con Betty, è ormai diventato uno yuppie dedito all'industria informatica. Segue in particolare i progetti informatici dell'Adams College. Quest'ultimo è diventato la "capitale" dei nerds di tutto il paese, dov'essi regnano indiscussi: addirittura gli Alpha Beta desidererebbero qualche nerd nella loro confraternita per farne alzare i voti.
Arriva dal liceo il nipote di Lewis, nerd anch'egli, e va da questi che stima come "il George Washington dei nerds". Lewis ha però rinnegato il suo passato, ed è odiato da tutti i suoi vecchi compagni.
L'atmosfera idilliaca all'Adams cambia quando il vecchio conoscente Stan, un'Alpha Beta, diventa decano degli studenti: ritornano i vecchi rancori e gli antichi scherzi micidiali tra le due confraternite. Quando gli esponenti di Lambda Lambda Lambda vengono rinchiusi in galera per il possesso di marijuana (in realtà tiro mancino degli Alpha), accorre in loro aiuto Caccola, diventato nel frattempo avvocato. In tribunale però le cose non vanno meglio: il giudice odia i nerds.
In tutta la città si svilupperà lo "sciopero dei nerd", che mette in ginocchio il paese, ma gli Alpha sembra che l'abbiano ancora vinta, finché Stan, troppo emozionato nell'osservare la forte amicizia che lega Lewis con tutti gli altri, sul banco degli imputati sciorina tutta la verità e i nerds dell'Adams sono scagionati.
L'ultimo colpo di scena ce lo dà ancora Stan, che afferma di essere anche lui un nerd: stima i computer e da bambino avrebbe voluto dare il meglio nello studio, ma i suoi genitori glielo impedivano.